# 弗拉基米尔站
弗拉基米尔站是俄罗斯铁路的一个车站，隶属于高尔基铁路局。位于弗拉基米尔市西伯利亚铁路莫斯科—下诺夫哥罗德区间。

## 概述

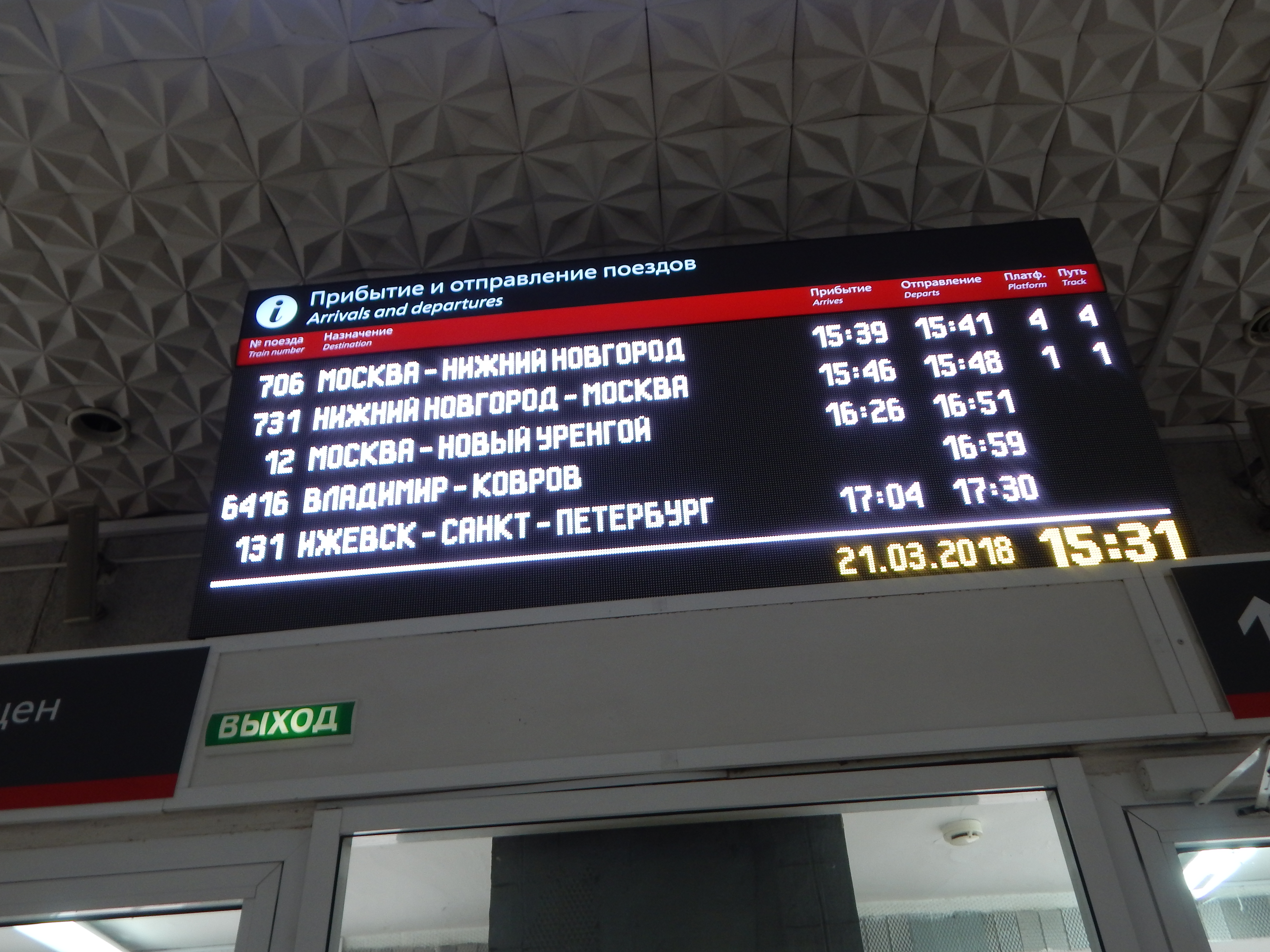
车站大楼内的显示屏

弗拉基米尔站共4站台，出于安全因素，站台和候车厅之间通过天桥进行连接（2 号站台除外，它连接到第一个木制进出站通道）。发车大厅设有列车进出站牌。高速列车通常从中间站台进站停靠，前往下诺夫哥罗德方向，而在列车大楼旁边的侧式站台则通常接发往莫斯科方向的列车。该站配备了旋转门。
弗拉基米尔车站是一个交汇站：单轨的梁赞 - 弗拉基米尔铁路在此站汇入西伯利亚铁路。这是条路原先为窄轨铁路并入宽轨铁路，在 1920 年代后期从窄轨改为宽轨分叉。
弗拉基米尔站属于俄铁的一个电力制式变化的对接车站：从弗拉基米尔站向西至莫斯科方向主要供电制式为直流电，而本站正线向东至下诺夫哥罗德则为交流电制式供电。通往图姆斯卡亚的线路为非电气化铁路。车站东侧有多条专用线开往市内工业企业。

## 市域铁路服务

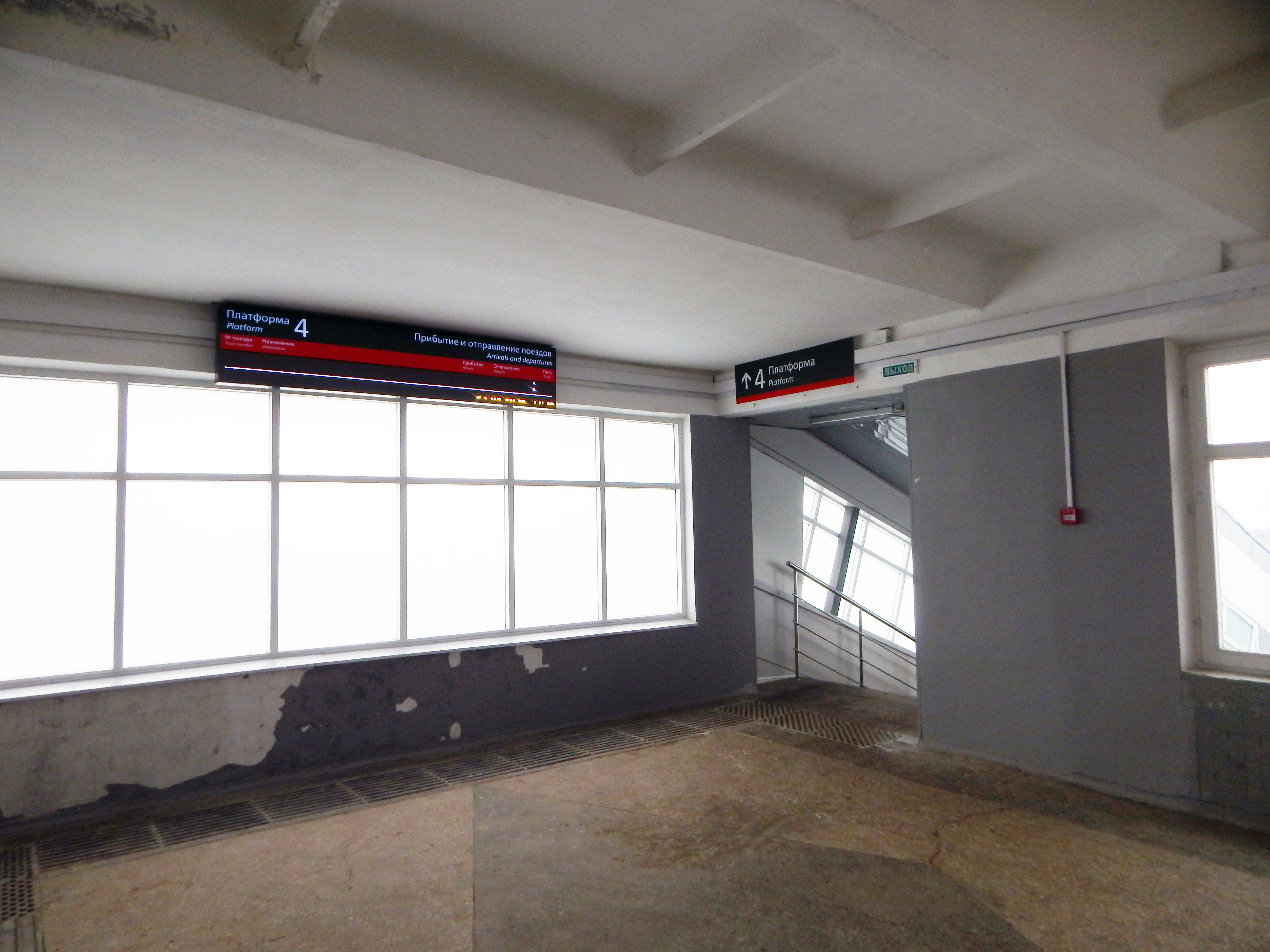
从候车厅引出天桥至第四站台

弗拉基米尔站是两种电流的对接站。在莫斯科方向，接触网由 3 kV 直流供电；在下诺夫哥罗德方向，接触网络由 25 kV 交流电供电。弗拉基米尔站和弗拉基米尔-佩图什基段是高尔基铁路的一个结构分区，这为组织通勤交通创造了特定条件。目前弗拉基米尔从车站发送到莫斯科库尔斯克站为3对一般市域列车（6992/6991；6994/6993；6996/6995）和除周五和周日开行的电快速市域列车（7082/7081；7088/7087；7196）/7195）。并开行一般市域列车到至戈罗霍韦茨（2对）、 科夫罗夫（8对），以及2对柴油牵引的通勤列车到图马站。

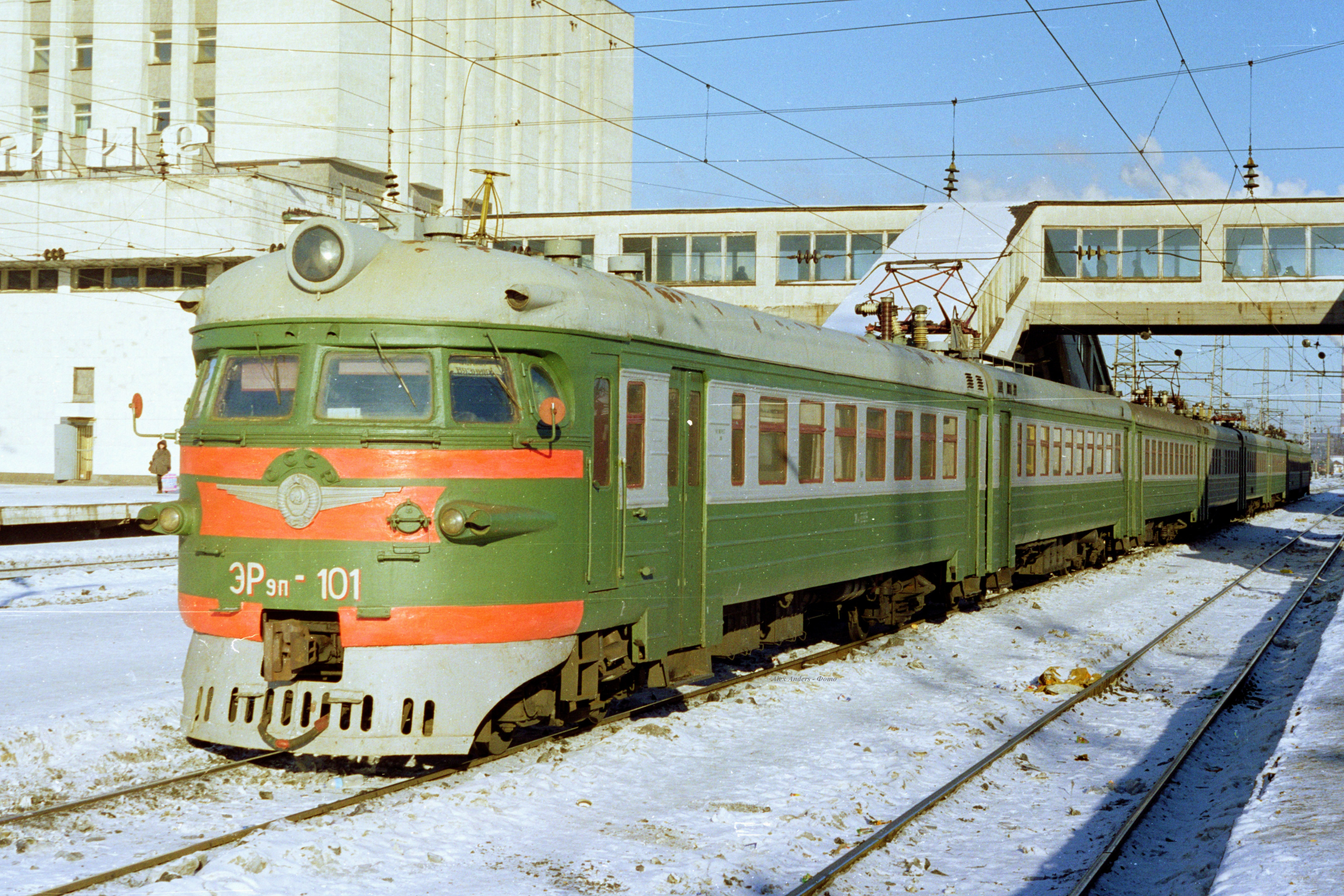
2003年2 月10日，弗拉基米尔车站的交流电市域动车组列车ER9P
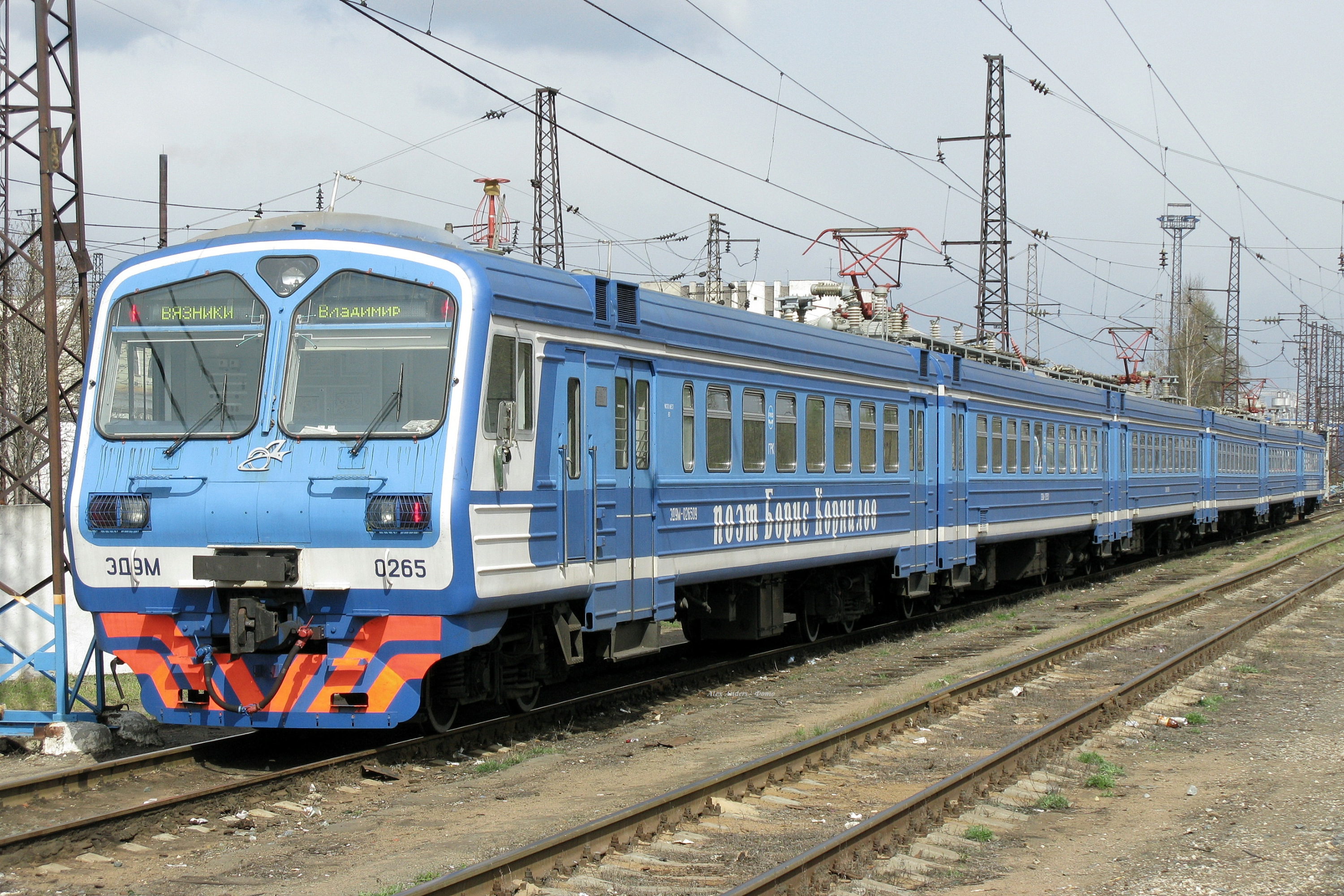
2010 年 4月26日在弗拉基米尔车站的交流电市域动车组列车ED9M
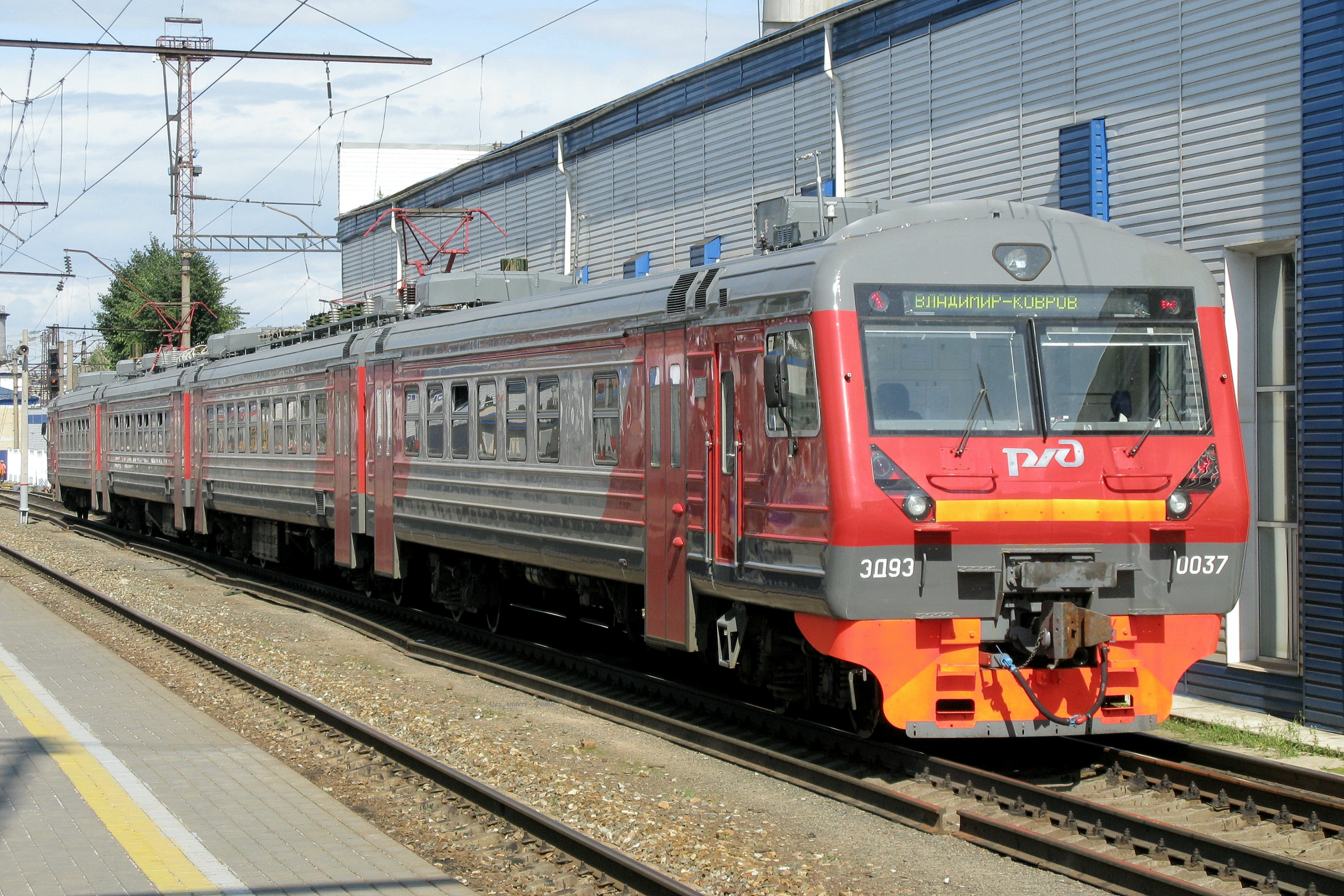
2015年7月15日在弗拉基米尔车站的交流电市域动车组列车ED9E

戈罗霍韦茨郊区方向由 运行于莫斯科—下诺夫哥罗德铁路交流电力市域列车组织联系。到 1990 年代末，有 18 对市域列车开往戈罗霍韦茨方向：其中8 对终点站为科夫罗夫； 4 对至戈罗霍韦茨; 2 对至维亚兹尼基; 2 对至格斯秋希诺; 2 对到姆斯乔拉 。当时没有直接前往下诺夫哥罗德的市域列车，只有在维亚兹尼基和戈罗霍韦茨站换乘。 2000 年，两对前往戈罗霍韦茨的市域列车被两对运行在弗拉基米尔—下诺夫哥罗德区间的6 *** 次直达市域列车取代。 2006年，还开通了821号快速市域列车，15:50从下诺夫哥罗德出发，19:38到达弗拉基米尔，回程822次，06:10从弗拉基米尔出发，10:04到达下诺夫哥罗德，然而，随着伏尔加—维亚兹克客运公司开始经营活动，弗拉基米尔和下诺夫哥罗德之间的直达市域列车 6 *** 和821/822次也被取消。此外，戈罗霍韦茨方向的通勤市域列车对数减少了一半以上，列车编组从 8-10 节车厢减少到 4 节。

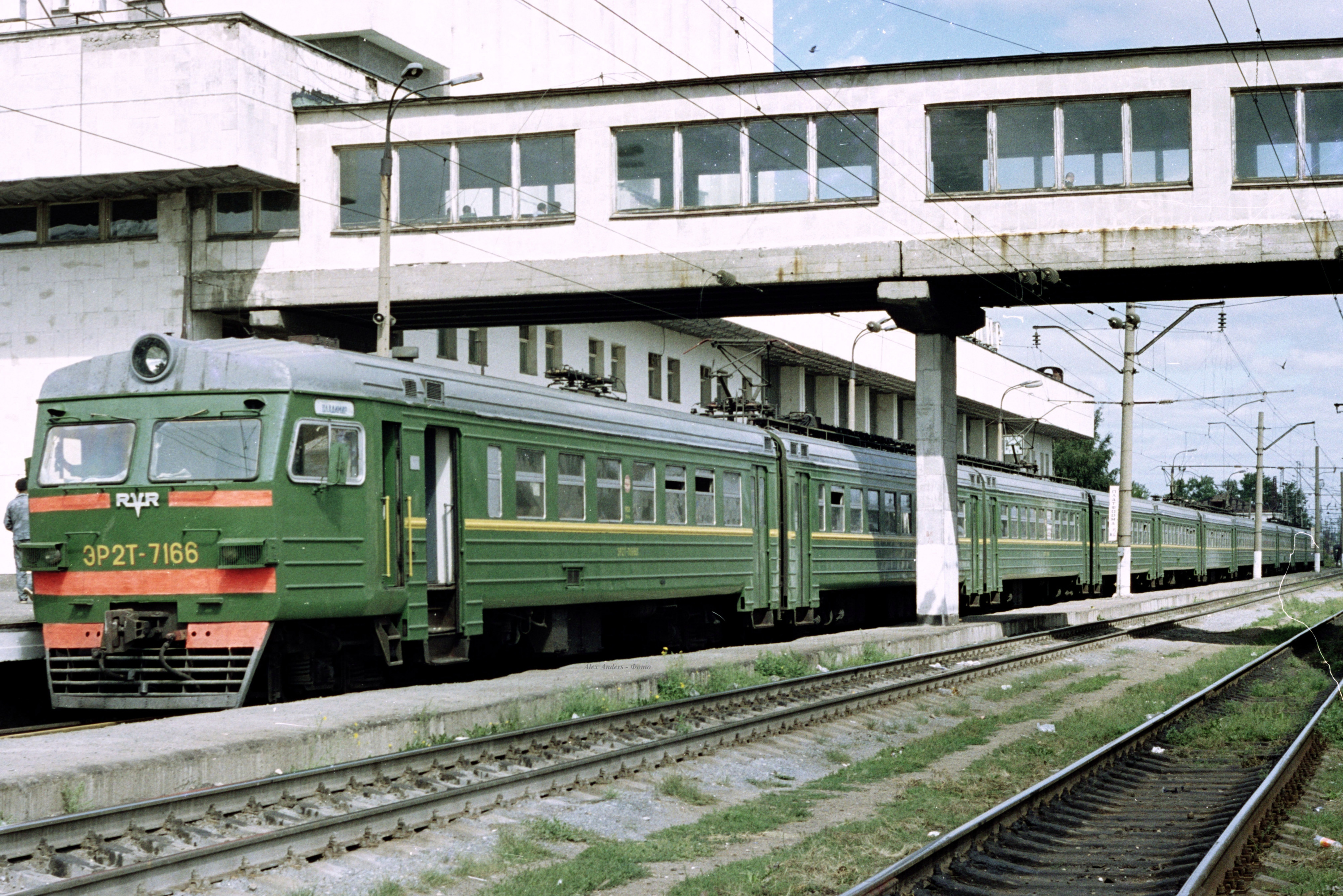
2002年7月10日，弗拉基米尔车站的直流电市域动车列车ER2T
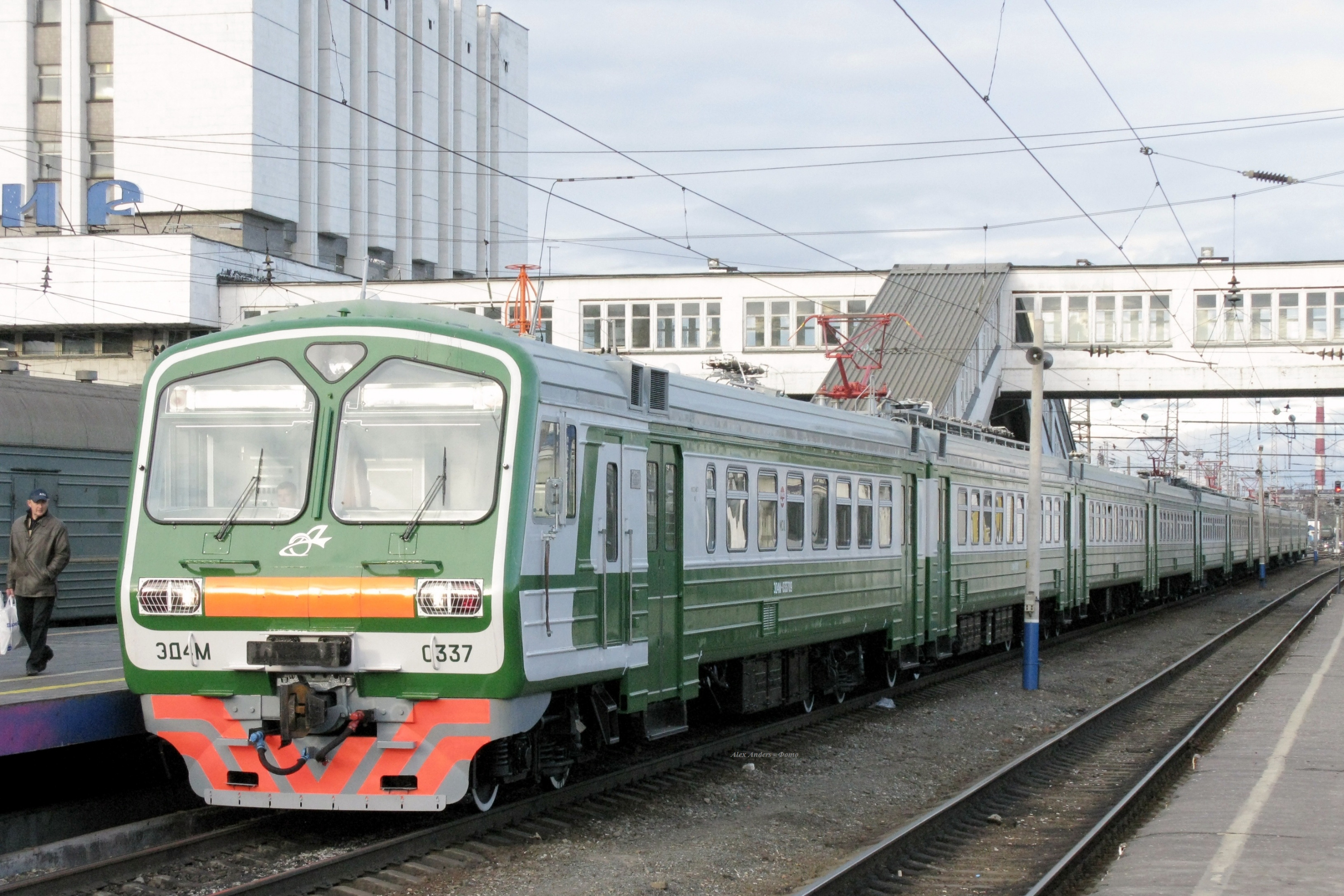
2010年 10月2日弗拉基米尔站的直流电市域动车组列车ED4M

由于其技术特点，莫斯科方向的郊区交通由莫斯科铁路的ТЧ-4直流电动车组提供服务。到1994年，有8对市域列车开往莫斯科库站方向。1994年，由于莫斯科铁路局和高尔基铁路局在高尔基铁路佩图什基—弗拉基米尔段上运行的市域列车的融资问题上发生争执，弗拉基米尔和莫斯科之间的电动列车被取消，取而代之的是在弗拉基米尔—佩图什基段开行5对机车牵引的列车，在佩图什基换乘市域列车前往莫斯科。使用机车牵引的列车被人们称为 "泰山"，从弗拉基米尔到佩图什基的运行时间约为一个半小时，换乘往往时间不协调，这导致了市域列车的客运损失和弗拉基米尔与莫斯科之间的公共汽车服务的快速发展。1998年，两个铁路局之间达成协议，恢复弗拉基米尔和莫斯科之间的市域列车直达服务，但无法恢复以往的高峰客流。1998年秋季，指定了一对6***通勤列车，18:00从莫斯科出发，7:00从弗拉基米尔出发。1999年，848次特快市域列车18:04从莫斯科出发，20:34到达弗拉基米尔，847次列车07:00从弗拉基米尔出发，09:40到达莫斯科，6***电动列车改为19:52从莫斯科出发，07:25从弗拉基米尔出发。2000年，又增加了一对6***，8:12从莫斯科出发，11:24到达弗拉基米尔，14:05从弗拉基米尔出发，17:28到达莫斯科。随着第二对6***电动列车的任命，弗拉基米尔-佩图什基的列车的数量从5对减少到3对。2005年，"概念 "特快市域列车被定为20:12从莫斯科出发，22:58到达弗拉基米尔，06:10从弗拉基米尔出发，09:05到达莫斯科，当时6***电动列车被取消了。但很快又指定了另一列6***电动列车，14:12从莫斯科出发，17:08到达弗拉基米尔，17:26从弗拉基米尔出发，20:28到达莫斯科。 该列车在莫斯科—佩图什基路线上双向停靠镰刀锤子钢铁厂、新格列耶沃、帕维尔镇和奥列霍沃—祖耶沃站，但后来它在沿线所有车站停靠，而且停靠次数也有所增加。2006年，莫斯科铁路公司ТЧ-4铁路的6节电动车组被停放在弗拉基米尔车场。

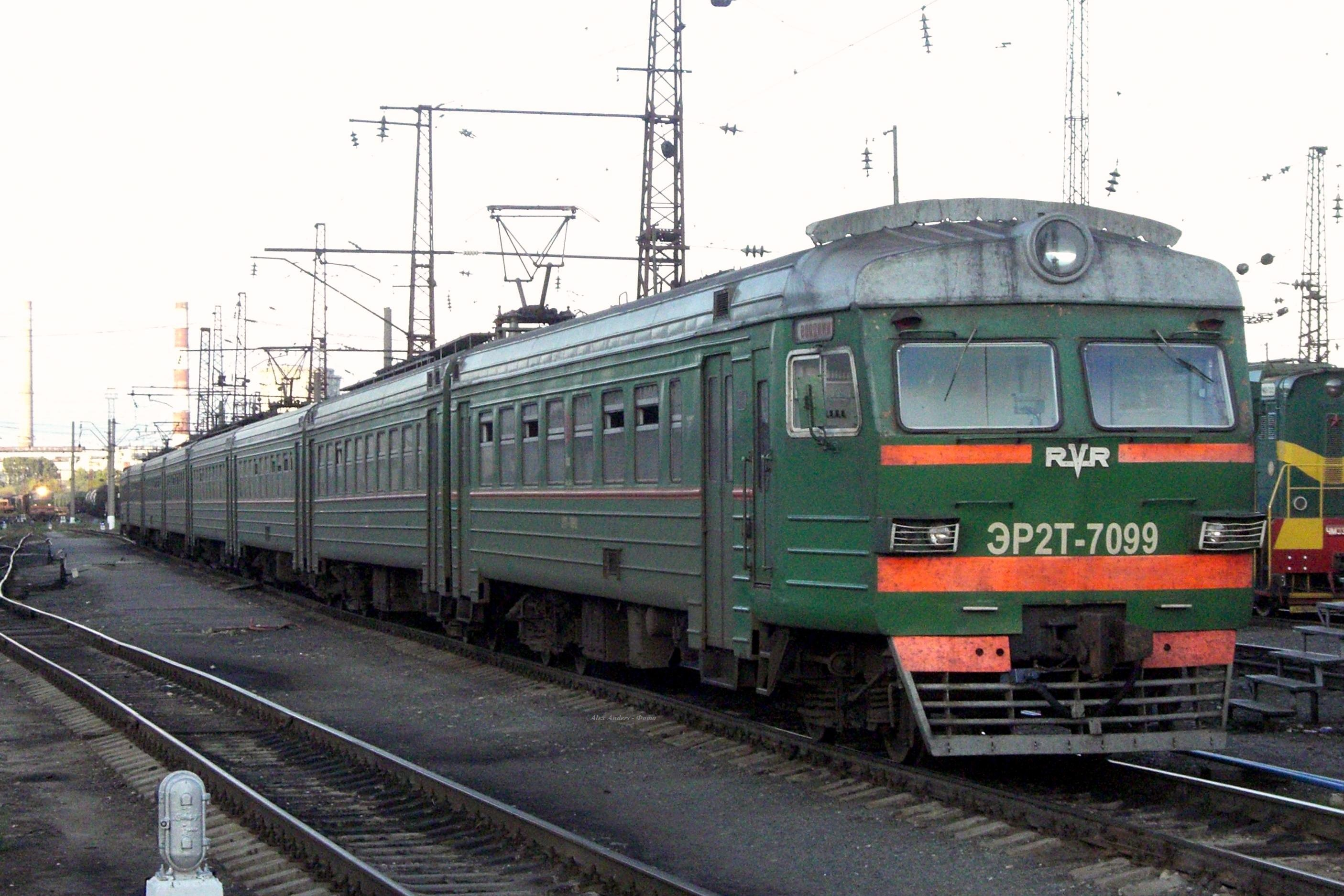
2006年9月2日，“短”型直流动车组运行在高尔基铁路局管内弗拉基米尔—佩图什基区间。

其余三对运行于弗拉基米尔-佩图什基区间的固定的列车：6202佩图什基（06:24）—弗拉基米尔（07:29），可换乘6902热列兹诺多罗日纳亚（04:34）—佩图什基（06:18）；6201弗拉基米尔（07:55）—佩图什基（08:55），可换乘6911佩图什基（09:24）-莫斯科-库站（11:38）；6204佩图什基（09:42）—弗拉基米尔（10:48），可换乘6908莫斯科库站（07: 12）—佩图什基（09:29）；6203 弗拉基米尔（12:00）—佩图什基（13:03），可换乘6917 佩图什基（13:15）—莫斯科库站（15:38）；6206 佩图什基（18:14）—弗拉基米尔（19:20），可换乘6922莫斯科库站（15:38）—佩图什基（17:50）；6205弗拉基米尔（20:00）—佩图什基（21:05），可换乘6937 佩图什基（21:54）—莫斯科库站（00:18））。这种莫斯科方向的郊区服务形式一直存在到郊区客运公司开始运营。2011年1月1日，伏尔加—维亚茨克客运公司开行了莫斯科—弗拉基米尔—莫斯科两对列车（6992/6991和6994/6993）和佩图什基—弗拉基米尔—佩图什基的三对列车（6202/6201；6204/6203；6206/6205），以取代之前的三对列车。然而，在2012年春天，由于弗拉基米尔州的行政部门和伏尔加—维亚茨克客运公司之间的冲突，没有达成有关有利于客运公司的所谓 “退出费用 ”的支付协议，佩图什基—弗拉基米尔段的郊区服务面临关闭的威胁。

## 长途列车停靠
所有长途列车均停站，更换机车。双源供电制式的“飞燕号动车组”和高速列车“雨燕号”，以及19/20号列车、59/60次"伏尔加"、87/88次以及99/100次这些有由EP-20型机车牵引的列车则不需要换挂。高速列车停车大约需要两分钟 ，“伏尔加号”则停靠五分钟。从莫斯科库站乘坐雨燕号动车组的旅行时间为1小时40分钟，乘坐长途火车（其中一些从莫斯科雅站始发或终到，距离更远20公里）、特快市域列车和7000路快速市域列车耗时约为2.5-3小时，编号为6***的市域列车则为3-3.5小时。
截至2020年初（在COVID-19大流行之前），该车站发送和接收了以下旅客列车：
| 车次                   | 运行区间                    | 车次                   | 运行区间                    |
| ---------------------- | --------------------------- | ---------------------- | --------------------------- |
| 3次“东方号”            | 北京 — 莫斯科               | 4次“东方号”            | 莫斯科 — 北京               |
| 5次                    | 乌兰巴托 — 莫斯科           | 6次                    | 莫斯科 — 乌兰巴托           |
| 11次“亚马尔号”         | 新乌连戈伊 — 莫斯科         | 12次“亚马尔号”         | 莫斯科 — 新乌连戈伊         |
| 19次“东方号”           | 北京 — 莫斯科               | 20次“东方号”           | 莫斯科 — 北京               |
| 31次“维亚特卡号”       | 基洛夫 — 莫斯科             | 32次“维亚特卡号”       | 莫斯科 — 基洛夫             |
| 35次“下诺夫哥罗德人号” | 下诺夫哥罗德 — 莫斯科       | 36次“下诺夫哥罗德人号” | 莫斯科 — 下诺夫哥罗德       |
| 37次“托木斯克人号”     | 托木斯克 — 莫斯科           | 38次“托木斯克人号”     | 莫斯科 — 托木斯克           |
| 41次“传奇马列西耶夫号” | 下诺夫哥罗德 — 大诺夫哥罗德 | 42次“传奇马列西耶夫号” | 大诺夫哥罗德 — 下诺夫哥罗德 |
| 55次“叶尼塞号”         | 克拉斯诺亚尔斯克 — 莫斯科   | 56次“叶尼塞号”         | 莫斯科 — 克拉斯诺亚尔斯克   |
| 59次“伏尔加号”         | 下诺夫哥罗德 — 圣彼得堡     | 60次“伏尔加号”         | 圣彼得堡 — 下诺夫哥罗德     |
| 61次                   | 符拉迪沃斯托克 — 莫斯科     | 62次                   | 莫斯科 — 符拉迪沃斯托克     |
| 63次                   | 新西伯利亚 — 明斯克         | 64次                   | 明斯克 — 新西伯利亚         |
| 83次“北乌拉尔号”       | 鄂毕河畔 — 莫斯科           | 84次“北乌拉尔号”       | 莫斯科 — 鄂毕河畔           |
| 87次                   | 下诺夫哥罗德 — 阿德勒       | 88次                   | 阿德勒 — 下诺夫哥罗德       |
| 91次                   | 北贝加尔斯克 — 莫斯科       | 92次                   | 莫斯科 — 北贝加尔斯克       |
| 99次                   | 下诺夫哥罗德 — 基斯洛沃茨克 | 100次                  | 基斯洛沃茨克 — 下诺夫哥罗德 |
| 103次                  | 新西伯利亚 — 布列斯特       | 104次                  | 布列斯特 — 新西伯利亚       |
| 109次                  | 新乌连戈伊 — 莫斯科         | 110次                  | 莫斯科 — 新乌连戈伊         |
| 131次                  | 伊热夫斯克 — 圣彼得堡       | 132站                  | 圣彼得堡 — 伊热夫斯克       |
| 145次                  | 车里雅宾斯克 — 圣彼得堡     | 146次                  | 圣彼得堡 — 车里雅宾斯克     |
| 701次“雨燕号”          | 下诺夫哥罗德 — 莫斯科       | 702次“雨燕号”          | 莫斯科 — 下诺夫哥罗德       |
| 703次“雨燕号”          | 下诺夫哥罗德 — 莫斯科       | 704次“雨燕号”          | 莫斯科 — 下诺夫哥罗德       |
| 705次“雨燕号”          | 下诺夫哥罗德 — 莫斯科       | 706次“雨燕号”          | 莫斯科 — 下诺夫哥罗德       |
| 707次“雨燕号”          | 下诺夫哥罗德 — 莫斯科       | 708次“雨燕号”          | 莫斯科 — 下诺夫哥罗德       |
| 709次“雨燕号”          | 下诺夫哥罗德 — 莫斯科       | 710次“雨燕号”          | 莫斯科 — 下诺夫哥罗德       |
| 717次“飞燕号”          | 伊万诺沃 — 莫斯科           | 718次“飞燕号”          | 莫斯科 — 伊万诺沃           |
| 727次“飞燕号”          | 下诺夫哥罗德 — 莫斯科       | 728次“飞燕号”          | 莫斯科 — 下诺夫哥罗德       |
| 729次“飞燕号”          | 下诺夫哥罗德 — 莫斯科       | 730次“飞燕号”          | 莫斯科 — 下诺夫哥罗德       |
| 731次“飞燕号”          | 下诺夫哥罗德 — 莫斯科       | 732次“飞燕号”          | 莫斯科 — 下诺夫哥罗德       |
| 733次“飞燕号”          | 下诺夫哥罗德 — 莫斯科       | 734次“飞燕号”          | 莫斯科 — 下诺夫哥罗德       |
| 737次“飞燕号”          | 伊万诺沃 — 莫斯科           | 738次“飞燕号”          | 莫斯科 — 伊万诺沃           |
| 739次“飞燕号”          | 伊万诺沃 — 莫斯科           | 740次“飞燕号”          | 莫斯科 — 伊万诺沃           |
| 757次“游隼号”          | 下诺夫哥罗德 — 圣彼得堡     | 772次“游隼号”          | 圣彼得堡 — 下诺夫哥罗德     |
| 835次“雨燕号”          | 科夫罗夫 — 莫斯科           | 836次“飞燕号”          | 莫斯科 — 科夫罗夫           |
| 837次“飞燕号”          | 伊万诺沃 — 莫斯科           | 838次“飞燕号”          | 莫斯科 — 伊万诺沃           |

## 历史
弗拉基米尔车站于1861年6月14日日正式开通运营。在首个运行日开往了莫斯科雅站，由四节客车车厢和十节货运平车组成 。在运行途中发生了车祸：因为线路还没有完全准备好使用。然而在早于正式开通的同年3月19日，一列紧急列车从莫斯科抵达弗拉基米尔站，将数千本《农奴制农民工条例》运往弗拉基米尔省。
1862年8月2日，西伯利亚铁路弗拉基米尔至下诺夫哥罗德路段通车； 1878年，莫斯科—弗拉基米尔区间完成复线化，1892年弗拉基米尔至下诺夫哥罗德复线化完成。1900年底，弗拉基米尔站向梁赞－弗拉基米尔窄轨铁路开出第一列火车；1920年代，弗拉基米尔—图姆斯卡段改为宽轨。
1913年4月10日，车站庆祝了售票员О·С·克努舍维茨卡娅工作50周年，她是俄罗斯第一位在铁路上服务的女性。 1863年4月10日，她被批准在维亚茨尼基车站担任售票员。10年后，她被安置到了弗拉基米尔站工作。
到1962年1月，线路电气化完成，首台电力机车从高尔基城索尔季罗沃奇内站（现下诺夫哥罗德索尔季罗沃奇内车站）开往弗拉基米尔； 1971年5月30日，第一列电力牵引的从弗拉基米尔车站开往莫斯科。

旧车站大楼尽管具有建筑价值，但在1970年代被拆除。 1975年，新建了一座火车站大楼，运营至今。
1999年，弗拉基米尔至莫斯科高舒适通勤列车开通，两市之间的行车时间缩短到2.5小时。 2005年4月，第二辆概念列车在弗拉基米尔至莫斯科区间投入运营。
1999年8月1日，俄罗斯铁路工人日，车站在1975年以前的老火车站大楼所在的广场上树立起来L系列蒸汽机车纪念碑，这个纪念碑树立到了21世纪。2002 年，在L-0801蒸汽机车旁边，安放了了一辆有盖窄轨货车，该车以前曾在图姆斯卡亚—梁赞—普里斯坦和图姆斯卡亚—戈洛瓦诺瓦达恰路段工作。这些纪念碑象征着弗拉基米尔和图姆斯卡亚车站机车和车厢车站的劳动荣耀。

2011年5月14日，为纪念西伯利亚大铁路通车120周年以及索契冬奥会还有1000天开幕，西伯利亚铁路120周年纪念活动在沃克扎尔纳亚广场隆重举行 。

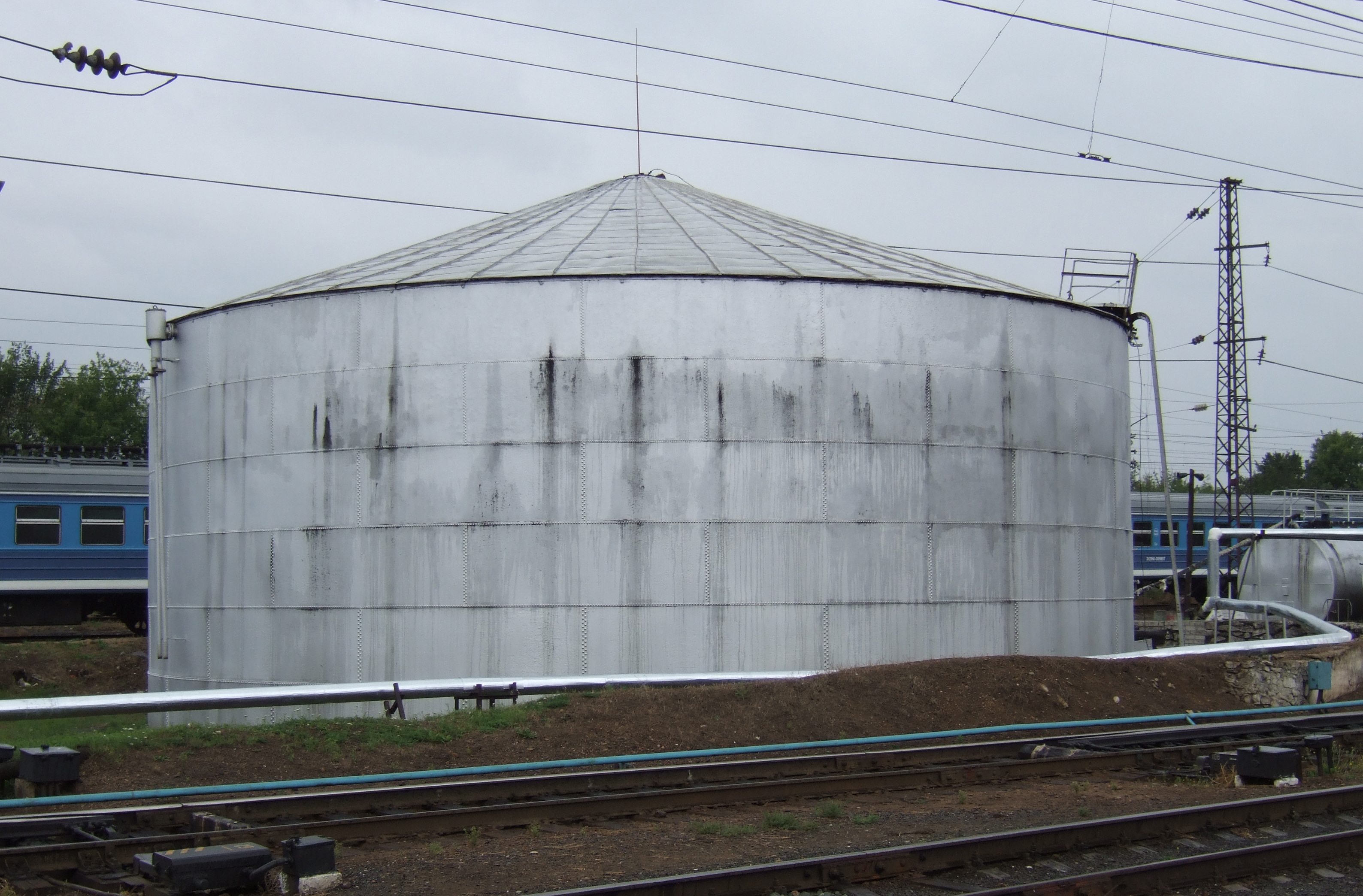
2007年，弗拉基米尔火车站的舒霍夫水塔
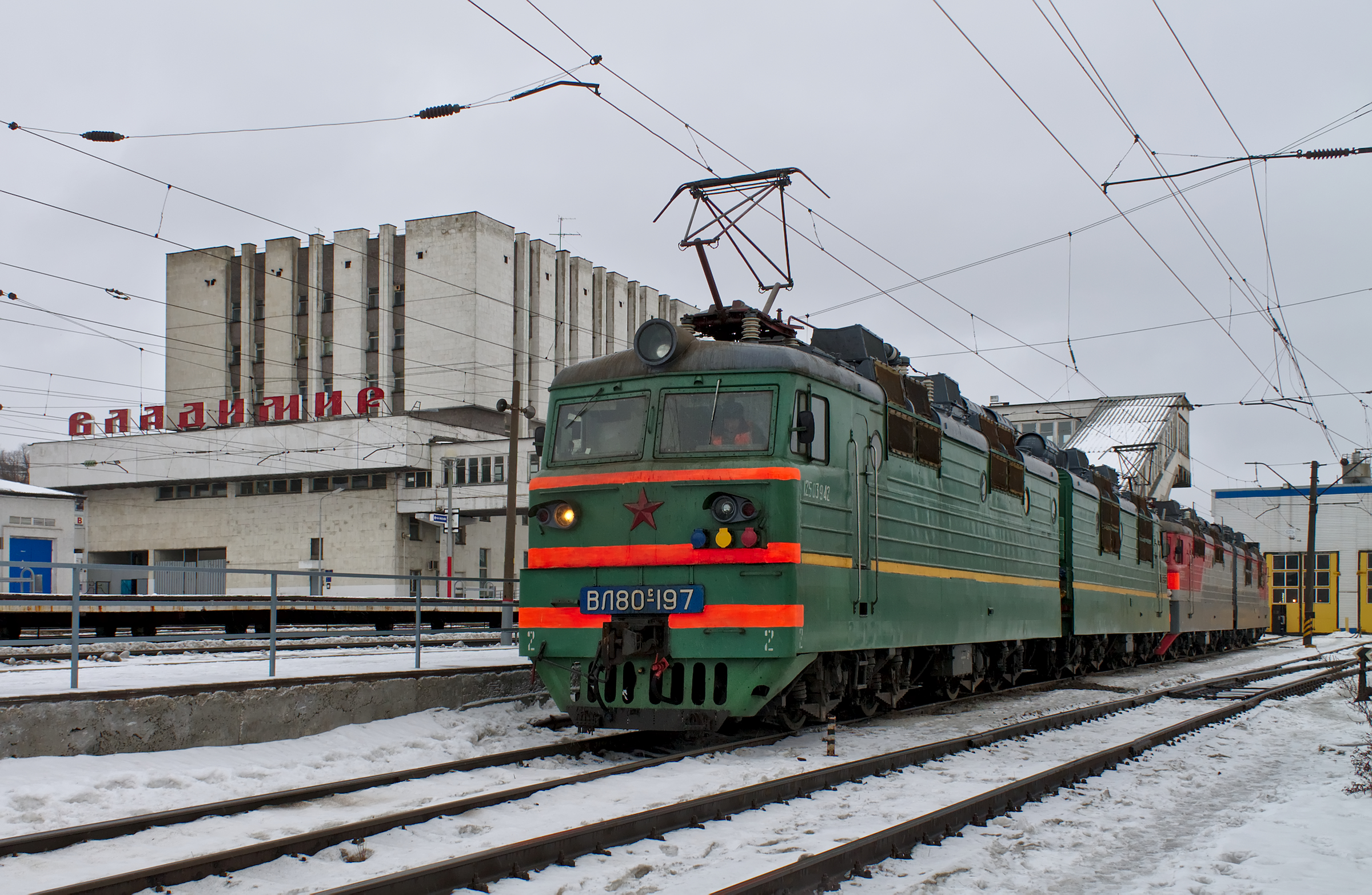
电力机车VL80在弗拉基米尔站

## 链接
- 向莫斯科方向通过车站的电动火车运行时间表 （页面存档备份，存于）
- 站内长途列车时刻表 （页面存档备份，存于）
- 被拆除的车站大楼的历史照片 （页面存档备份，存于）